# مايكل كولينز (كاتب أمريكي)
مايكل كولينز (بالإنجليزية: Michael Collins)‏‏ (15 يناير 1924 في سانت لويس، ميزوري - 19 أغسطس 2005 في سان فرانسيسكو) كاتب، وكاتب خيال علمي، وروائي من الولايات المتحدة.

## الجوائز
- ميدالية النجمة البرونزية
- وسام القلب الأرجواني
- جائزة إدغار